# Anolis rimarum
Espèce
Synonymes
- Deiroptyx rimarum (Thomas & Schwartz, 1967)

Anolis rimarum est une espèce de sauriens de la famille des Dactyloidae. 

## Répartition
Cette espèce est endémique de la chaîne de Marmelade à Haïti.

## Description
Les mâles mesurent jusqu'à 45 mm et les femelles jusqu'à 40 mm.

## Étymologie
Le nom spécifique rimarum vient du latin rima, une fissure dans la roche.

## Publication originale
- Thomas & Schwartz, 1967  : The monticola group of the lizard genus Anolis in Hispaniola. Breviora, no 261, p. 1-27 (texte intégral).